# Hühnerhirse
Die Hühnerhirse (Echinochloa crus-galli (L.) P. Beauv., Synonym: Panicum crus-galli L.) auch Gewöhnliche Hühnerhirse genannt, ist eine Pflanzenart aus der Gattung der Hühnerhirsen (Echinochloa) innerhalb der Familie der Süßgräser (Poaceae). Sie ist in Mitteleuropa auf Äckern und in Gärten weit verbreitet.

## Beschreibung

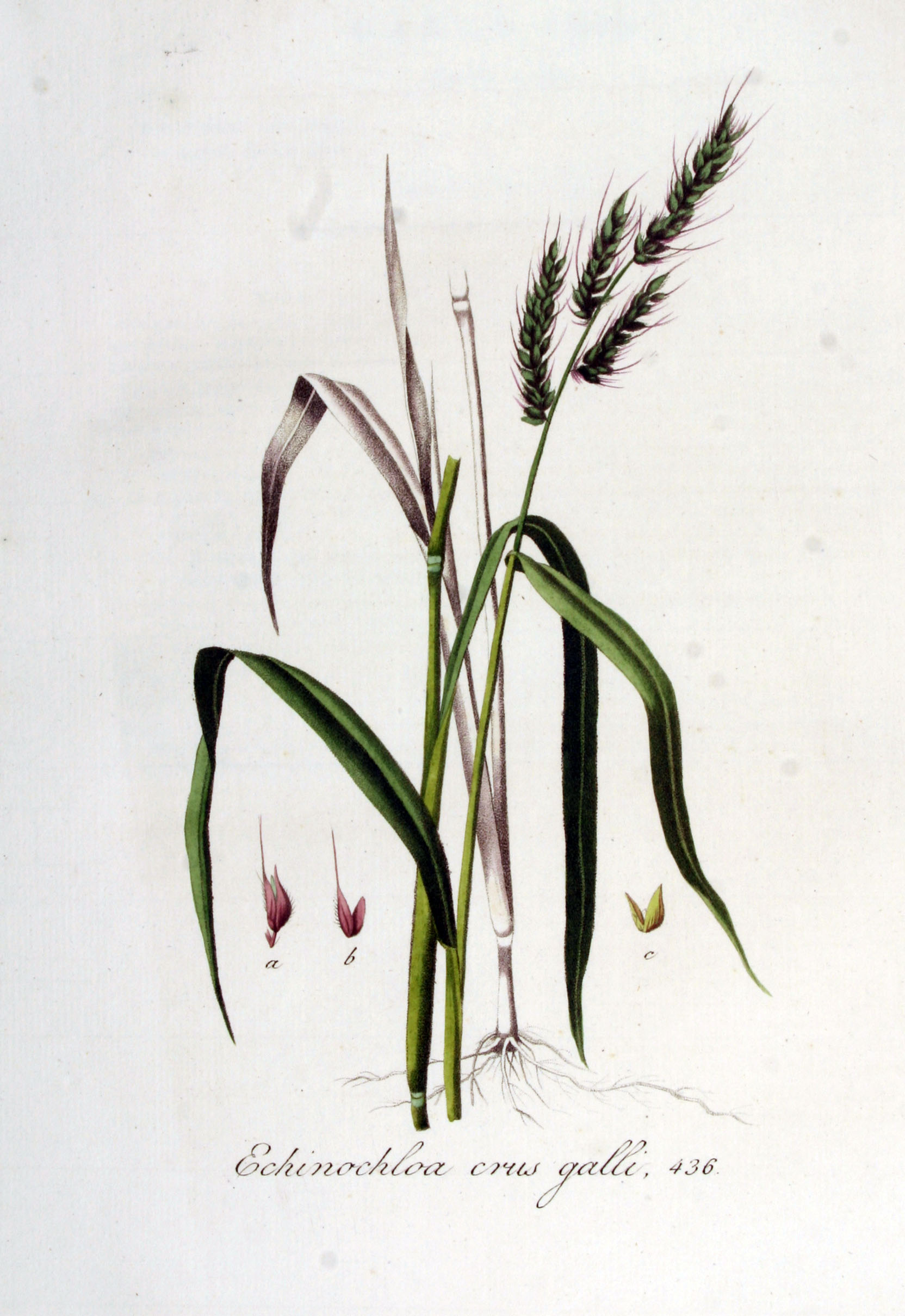
Illustration

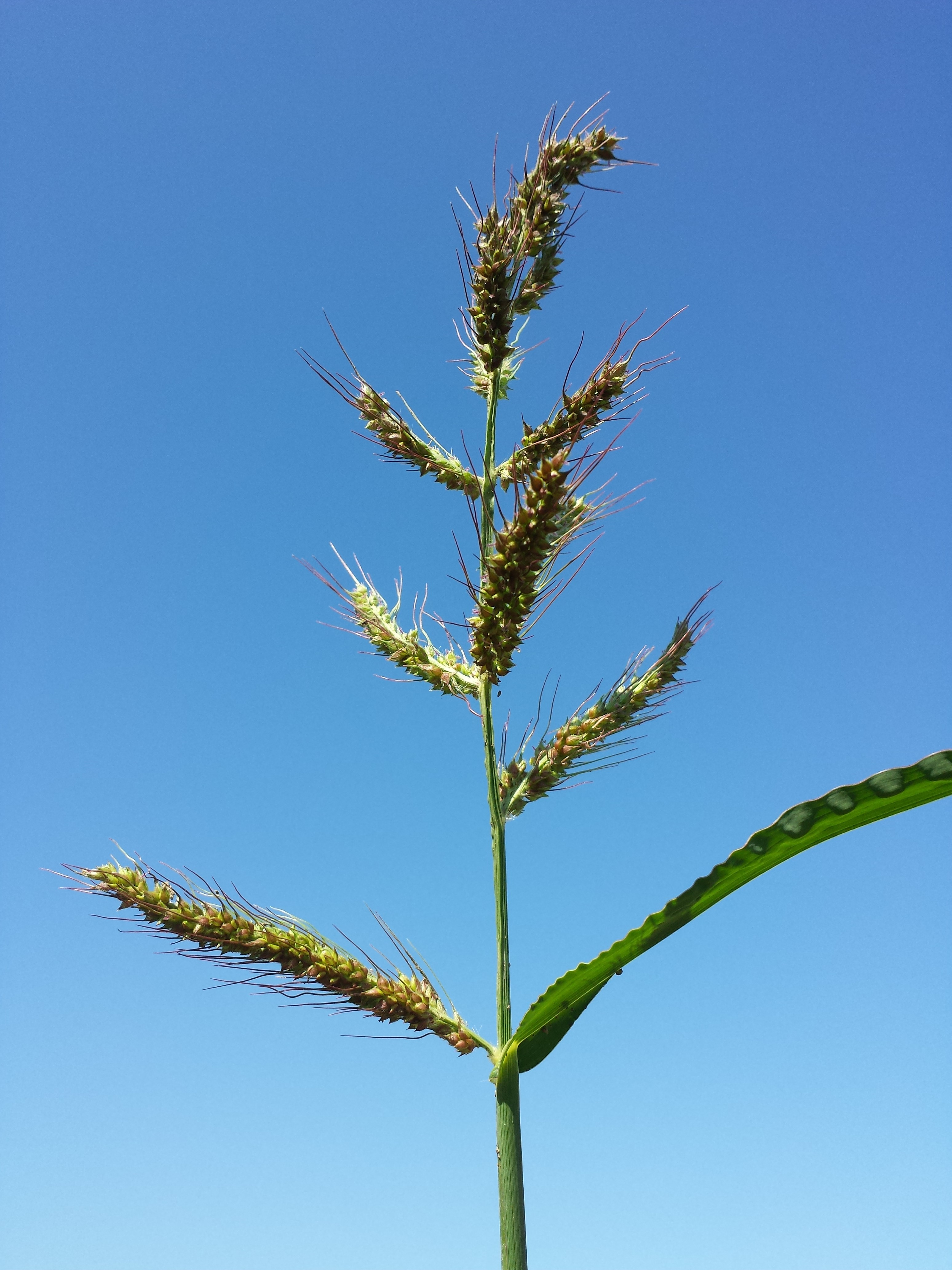
Blütenstand

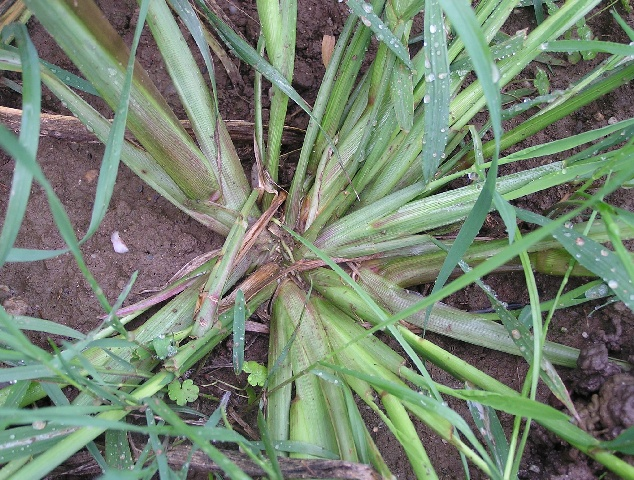
Basisverzweigung mit stark abgeflachten Blattscheiden

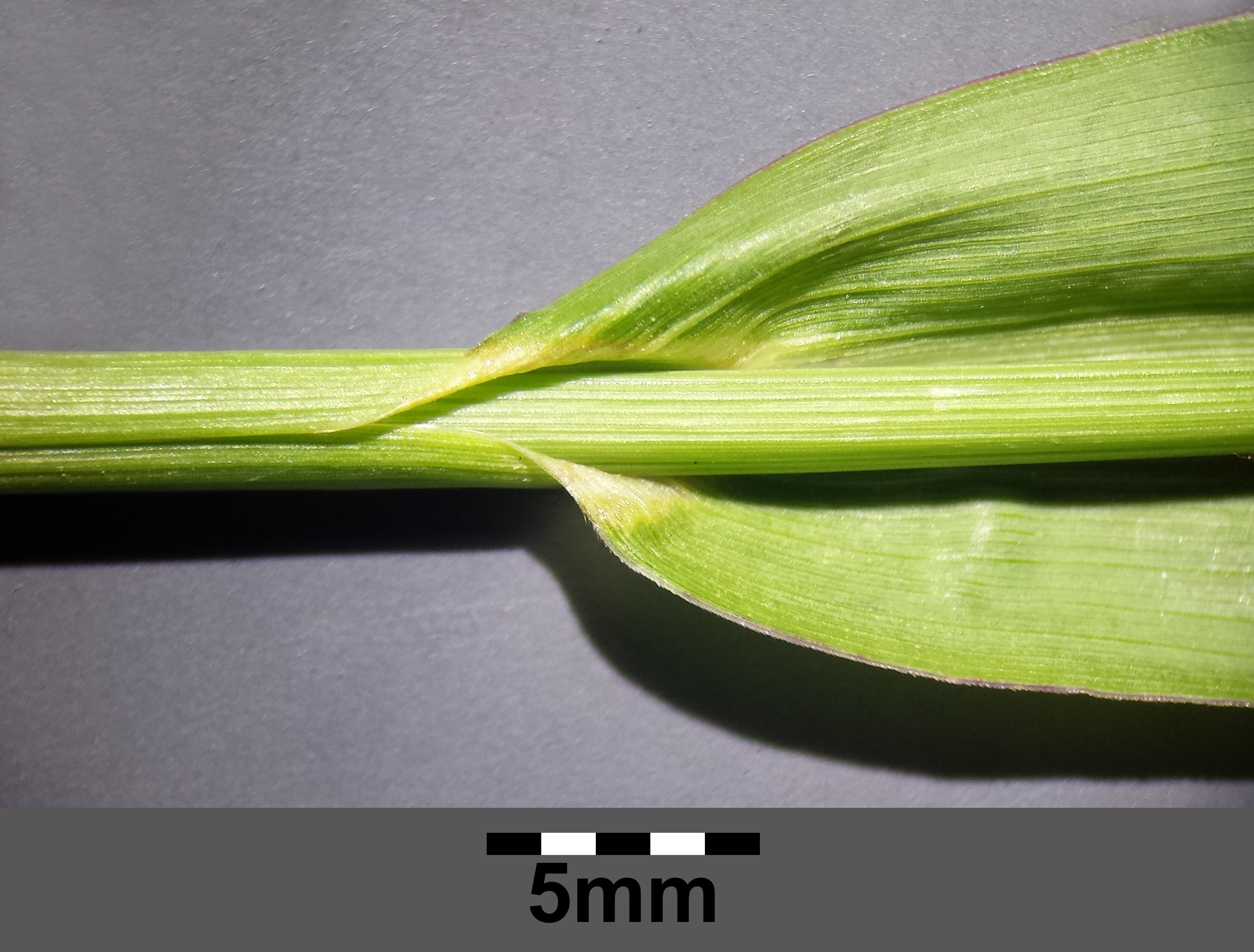
Stängel mit Blattscheide

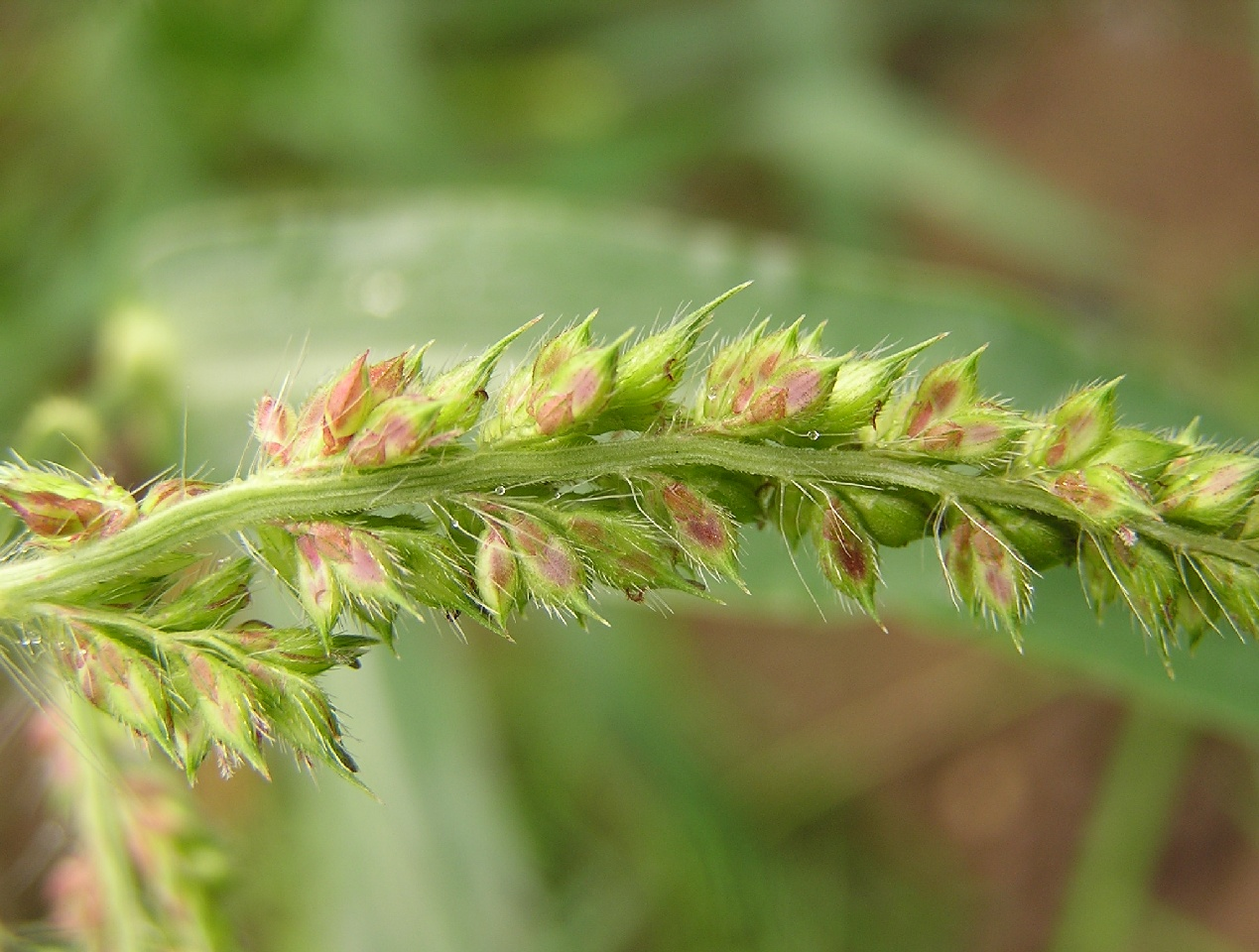
Blick auf die freie Seite eines scheinährigen Teilblütenstandes. Halbwegs zu erkennen die gruppierten Ährchen. Links ein Teilblütenstand zweiter Ordnung.

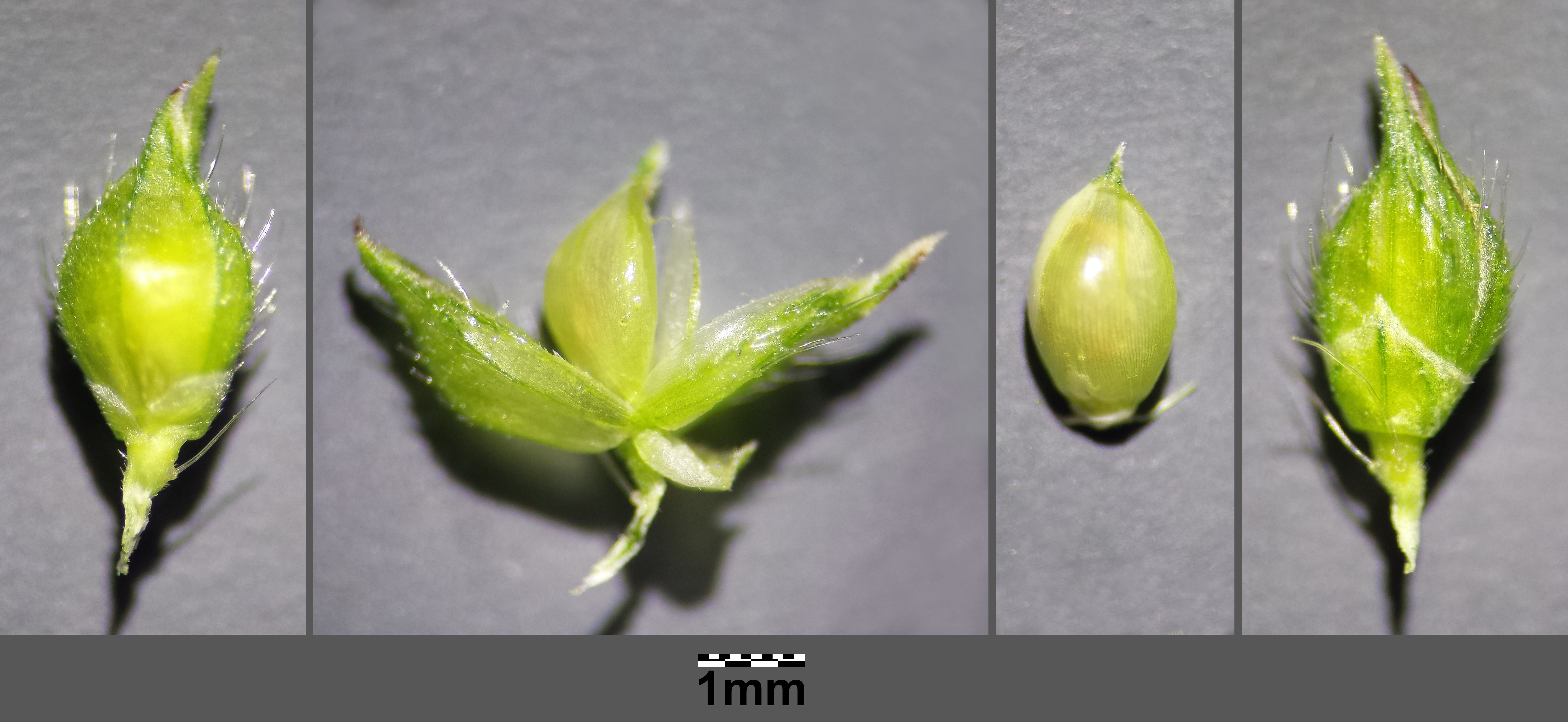
Ein einzelnes Ährchen in verschiedenen Ansichten

Bei der Gewöhnlichen Hühnerhirse handelt es sich um eine einjährige krautige Pflanze, die normalerweise Wuchshöhen zwischen 30 und 100 cm, unter günstigen Umständen und in hohem Bewuchs von bis zu 2 m erreicht. Von einer oft stark verzweigten Basis gehen mehrere steife Halme zunächst mehr oder weniger waagerecht, dann immer steiler aufsteigend, ab. Die Laubblätter sind in Blattscheide und Blattspreite gegliedert. Die Blattscheiden sind in diesem Bereich deutlich abgeflacht. Die Blattspreite ist 1 bis 2 cm breit. Eine Ligula fehlt oder besteht höchstens aus ein paar winzigen Härchen.
Die Blütezeit reicht von Juli bis September. Der meist etwa 10 cm lange Blütenstand besteht aus einer Hauptachse, von der, manchmal leicht nach unten hängende, scheinährige (in Wirklichkeit traubige) Teilblütenstände abzweigen. An diesen sind die Ährchen wiederum in kurz traubenförmigen Gruppen angeordnet, die allerdings meist so dicht stehen, dass sie nicht sofort zu erkennen sind. Meist sind die Ährchen einseitswendig, so dass eine Seite der Scheinährenachse frei ist. Die Ährchen sind bei einer Länge von 2 bis 3 mm oval und kurz bespitzt. Häufig sind diese violett überlaufen. Wie auch die Blütenstandsachse sind sie kurz und steif behaart, oft am Grunde auch mit recht langen steifen Haaren, die die Ährchen sogar überragen können. Eine der Spelzen trägt eine kurze, bis zu einige Zentimeter lange Granne.
Die Chromosomenzahl beträgt 2n = 54.

## Ökologie
Die Gewöhnliche Hühnerhirse ist eine sommerannuelle Pflanze und stark frostempfindlich; sie stirbt nach den ersten Herbstfrösten rasch ab. Es ist eine C4-Pflanze vom PEPCK-Typ. Sie wurzelt über einen Meter tief.
Blütenbiologisch ist sie windblütig vom „langstaubfädigen Typ“.
Die Früchte sind Karyopsen. Die Ährchen fallen bei der Reife meist als Ganzes ab; die oberste Hüllspelze ist stachelspitzig und biegsam und dient als Klettorgan für die Klettausbreitung. Außerdem ist die Hühnerhirse ein Windstreuer, sowie durch Menschenausbreitung (Agochorie) auch ein Kulturbegleiter. Die Samen reifen in Mitteleuropa nur nach langen, warmen Sommern aus; sie sind Wärmekeimer. Die Fruchtreife erfolgt von September bis Oktober. Da es sich um einen Wärmekeimer handelt, erscheinen die jungen Pflanzen in Mitteleuropa erst im Frühsommer.

## Vorkommen
Die Gewöhnliche Hühnerhirse kommt in Gebieten mit gemäßigtem und warmem Klima auf beiden Erdhalbkugeln vor, nördlich bis ins südliche Kanada und Norwegen. In Amerika und Neuseeland ist sie ein Neophyt. Die Art ist in Nordamerika und Europa wärmeliebend, sie benötigt 160 bis 200 Tage Vegetationsperiode und Juli-Temperaturen von 16 bis 25 °C. Vor allem als Jungpflanze ist sie sehr feuchtebedürftig, sie wächst am besten bei 35 bis 65 Prozent Bodenfeuchte, verträgt aber auch wassergesättigte Böden und zeitweilige Überflutung sehr gut. In Reisfeldern erträgt sie Überstauung von 90 Zentimeter Höhe bis zu 40 Tage lang. Die Pflanze ist bodenvag und indifferent zum Kalkgehalt im Boden, benötigt aber stickstoffreiche Standorte.
In Mitteleuropa ist sie weit verbreitet und häufig und wächst vor allem auf feuchten bis nassen und sehr stickstoffreichen Böden, beispielsweise in Gärten oder Äckern mit schwerem, staunassem und stark gedüngtem Boden, gerne auch in Jauchegruben, im Schlamm an Straßenrändern oder am Ufer von eutrophen oder hypertrophen Gewässern. Sie ist allerdings nicht auf solche Böden angewiesen und kann auch beispielsweise auf sandigen, trockenen Böden wachsen. Die Hühnerhirse gedeiht in Gesellschaften der Klassen Chenopodietea (Unkrautgesellschaften der Hackfrucht-Äcker) oder Bidentetea (Zweizahn-Uferfluren). Sie steigt im Bachergebirge bis 1000 Meter, in Steinach am Brenner in Gärten bis 1050 Meter und im Tessin bis 1200 Meter auf. Im Himalaja erreicht sie sogar 1500 Meter, in Nordamerika bei Colorado 2300 Meter Meereshöhe.
Die ökologischen Zeigerwerte nach Landolt et al. 2010 sind in der Schweiz: Feuchtezahl F = 3+w+ (feucht aber stark wechselnd), Lichtzahl L = 4 (hell), Reaktionszahl R = 3 (schwach sauer bis neutral), Temperaturzahl T = 4 (kollin), Nährstoffzahl N = 4 (nährstoffreich), Kontinentalitätszahl K = 3 (subozeanisch bis subkontinental).

## Landwirtschaftliche Bedeutung
Die Gewöhnliche Hühnerhirse ist weltweit ein bedeutsames Unkraut im Ackerbau, insbesondere in Reiskulturen. Die Art wird zu den fünf bedeutsamsten Unkrautarten weltweit gerechnet. Sie kann den Ertrag in Reisfeldern um bis zu 50 Prozent vermindern, typischer sind aber Verluste von etwa 10 Prozent. Im Gegensatz zur morphologisch und ökologisch ähnlichen Echinochloa colona, die vor allem in tropischen Klimaten vorherrscht, ist die Hühnerhirse eher in subtropischen bis warmgemäßigten Klimaten dominant. In Nordamerika ist sie ökonomisch bedeutsam in Reis, Kartoffeln, Tabak und Mais, wo die Art nicht nur den Ertrag durch Konkurrenz mit den Kulturpflanzen vermindert, sondern auch die mechanische Ernte erschwert.
Schadhirsen können gezielt mit dem Herbizidwirkstoff Dimethenamid bekämpft werden. Die Art ist allerdings inzwischen resistent gegen zahlreiche Herbizide, es treten in Nordamerika auch multiresistente Stämme auf.

## Verwendung
Die Stärke der Früchte bildete in China vor etwa 10.000 Jahren eine wichtige Nahrungsquelle für die Jäger und Sammler.
Die Gewöhnliche Hühnerhirse ist die wilde Stammform der Japan-Hühnerhirse Echinochloa esculenta, die vor etwa 4000 Jahren in Japan daraus domestiziert worden ist, sie wird heute, in geringem Umfang, in Japan, Korea, China und Russland angebaut. Diese Art wurde als Grünfutter auch in die USA und nach Australien eingeführt, wo sie bisher wenig verwendet wird, aber ihr wegen hoher Erträge hohes Potential zugesprochen wird. Die wilde Stammform der Hühnerhirse wird heute nirgends mehr angebaut oder kultiviert.

## Phylogenie und Systematik

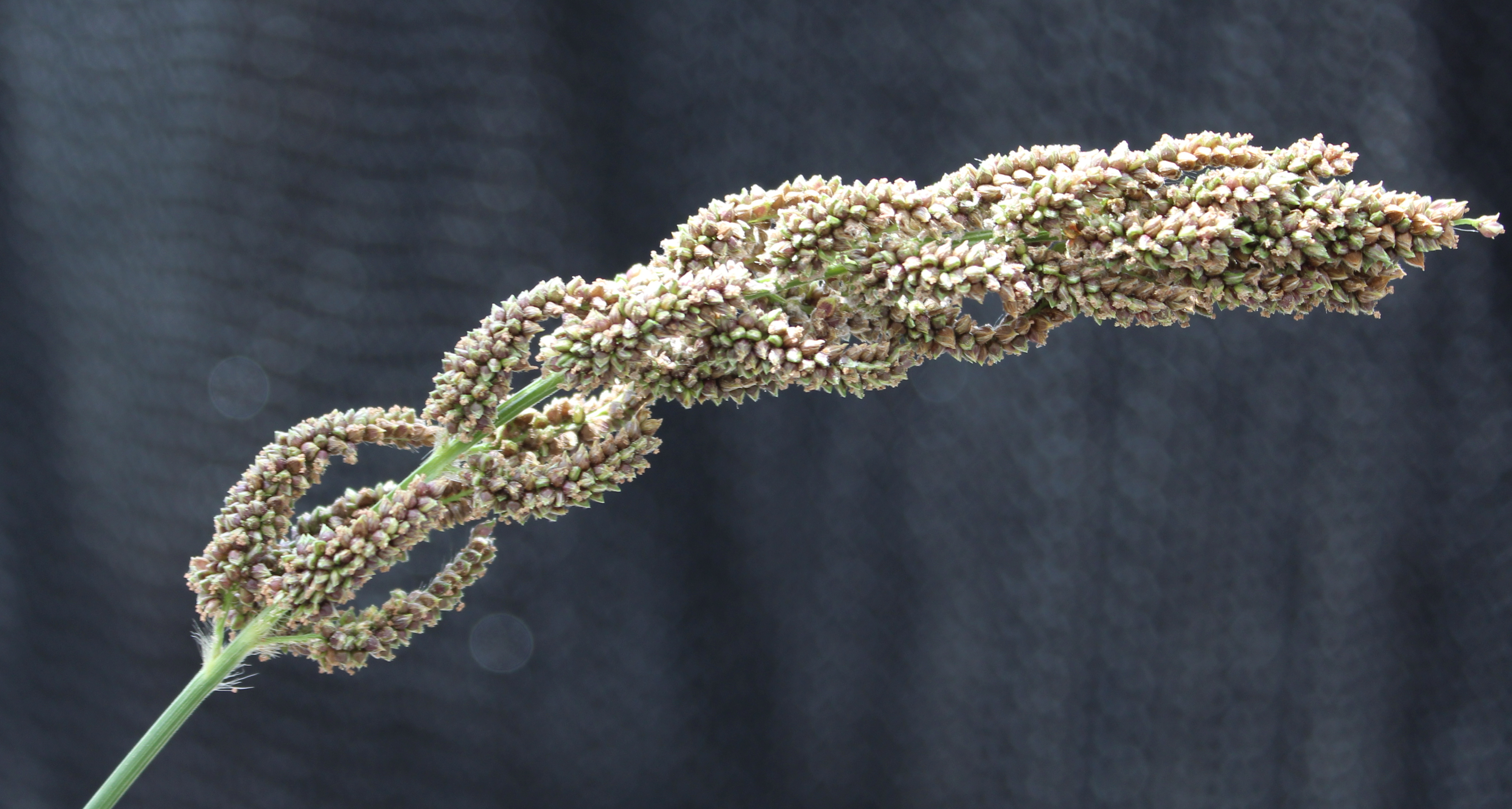
Echinochloa esculenta

Die Gattung Echinochloa umfasst etwa 50 einjährige und ausdauernde Arten, sie ist wegen der polymorphen Arten, die untereinander sehr ähnlich sind, taxonomisch äußerst problematisch mit zahlreichen synonymen Artnamen.
Die Genetik dieser und der verwandten Arten wurde über Jahrzehnte durch den japanischen Forscher Tomosaburo Yabuno geklärt. Echinochloa crus-galli ist den Ergebnissen zufolge eine hexaploide allopolyploide Art mit einem Chromosomensatz von 2n = 6x = 54. Die sechs homologen Chromosomen stammen von zwei verschiedenen Arten, davon vier von der Art Echinochloa oryzoides und zwei von einer bisher unbekannten, diploiden Art der Gattung. Die Art ist also hybridogenen Ursprungs, sie geht auf eine Kreuzung zweier Arten mit Stabilisierung des Hybriden durch Chromosomenverdoppelung hervor. Ursprungsregion ist nach den genetischen Daten mit hoher Wahrscheinlichkeit Ostasien, von hier aus ist sie später weltweit verschleppt worden. Innerhalb der Gattung bildet die Art mit ihrer Elternart Echinochloa oryzoides und der aus Hühnerhirse domestizierten Echinochloa esculenta den crus-galli-Artkomplex.
Nach Euro+Med können folgende Unterarten unterschieden werden:
- Echinochloa crus-galli subsp. crus-galli;
- Echinochloa crus-galli subsp. hispidula (Retz.) Honda: Sie kommt in Südeuropa eingeschleppt vor.
- Echinochloa crus-galli subsp. spiralis (Vasinger) Tzvelev: Bei ihr ist die Deckspelze ohne Granne. Sie wurde selten und unbeständig in Deutschland, Belgien und im Burgenland beobachtet.[16]

Nach POWO kann noch folgende Unterart unterschieden werden:
- Echinochloa crus-galli subsp. utilis (Ohwi & Yabuno) T.Koyama: Sie kommt aus dem zentralen China. Sie wurde eingeschleppt in Europa, in Nordamerika und in Neuseeland beobachtet.[17]

Manche Autoren unterscheiden vier Varietäten:
- Echinochloa crus-galli (L.) P.Beauv. var. crus-galli: Formenreich, weltweit verbreitet.
- Echinochloa crus-galli var. formosensis Ohwi: Aufrecht wachsend. Unkraut in Nassreis-Kulturen.
- Echinochloa crus-galli var. praticola Ohwi: Niederliegend-aufsteigend, an relativ trockenen Straßenrändern und in Siedlungen.
- Echinochloa crus-galli var. oryzoides (Ard.) Lindm. (Syn.: Echinochloa oryzoides (Ard.) Fritsch): Unkraut in Nassreis-Kulturen.

Das Artepitheton crus-galli stammt vom lateinischen Begriff crus galli („Hahnenschenkel“).